# Éthoxyheptane
L'éthoxyheptane est un éther.